# Androstoma
Androstoma es un género con dos especies de plantas perteneciente a la familia Ericaceae.

## Taxonomía
El género  fue descrito por Joseph Dalton Hooker y publicado en Flora Antarctica 1: 44. 1844. La especie tipo es: Androstoma empetrifolia Hook.f. 

## Especies aceptadas
A continuación se brinda un listado de las especies del género Androstoma aceptadas hasta febrero de 2014, ordenadas alfabéticamente. Para cada una se indica el nombre binomial seguido del autor, abreviado según las convenciones y usos.
- Androstoma empetrifolia Hook.f.
- Androstoma verticillata (Hook.f.) Quinn